# Kazimierz Rulka
Kazimierz Rulka (ur. 25 stycznia 1944 w Pęczniewie) – polski duchowny rzymskokatolicki, profesor Wyższego Seminarium Duchownego we Włocławku, dyrektor seminaryjnej biblioteki.

## Życiorys

### Wczesne lata
Jest synem Feliksa (1915-1996) i Marianny zd. Marcinkowskiej (1911-1989). Jego rodzice pochodzili ze wsi Miłkowice, ale w czasie wojny zostali zmuszeni do przeprowadzki. Zamieszkali w Pęczniewie, w domu należącym do Niemca. Kazimierz Rulka miał dwoje starszego rodzeństwa, które zmarło w dzieciństwie i młodszego brata, urodzonego w 1950 roku. Ochrzczono go w kościele św. Michała Archanioła w Niemysłowie.
Wykształcenie podstawowe zdobywał w siedmioklasowej szkole w Miłkowicach w latach 1951–1958. W 1958 r. wstąpił do Niższego Seminarium Duchownego we Włocławku, które wznowiło swą działalność. Kiedy w 1961 r. władze komunistyczne zamknęły tę szkołę, przeniósł się do Liceum Ogólnokształcącego w Turku, gdzie w czerwcu 1962 r. zdobył maturę. Po wakacjach zgłosił się do Wyższego Seminarium Duchownego we Włocławku, gdzie w latach 1962–1968 odbył studia filozoficzno-teologiczne. Na zakończenie studiów przygotował pracę dyplomową pod tytułem „Nauczanie teologii moralnej we włocławskim seminarium duchownym. Zarys historyczny”, napisaną pod kierunkiem ks. Stanisława Olejnika.

### Jako kapłan
23 czerwca 1968 roku otrzymał święcenia kapłańskie z rąk biskupa Antoniego Pawłowskiego w bazylice kolegiackiej Wniebowzięcia Najświętszej Maryi Panny w Kaliszu. Wspólnie z nim święcenia odebrał m.in. ks. Zbigniew Szygenda. Po święceniach ks. Rulka został skierowany na wikariat w Gosławicach. W 1969 r. został skierowany na studia specjalistyczne w zakresie historii Kościoła na Katolickim Uniwersytecie Lubelskim. W maju 1973 r. odbył miesięczną praktykę w Bibliotece Uniwersyteckiej KUL. W tym czasie wziął udział w kursie edytorskim, a w ramach samokształcenia poszerzał swoją wiedzę z zakresu bibliotekoznawstwa. W 1973 roku uzyskał tytuł naukowy magistra broniąc prace pt. „Stan badań nad księgozbiorami diecezji włocławskiej oraz postulaty badawcze na przyszłość”, pisaną pod kierunkiem ks. Stanisława Librowskiego. Praca ta ukazała się na łamach czasopisma „Archiwa, Biblioteki i Muzea Kościelne”, redagowanego przez ks. Librowskiego.
W 1973 r. powrócił do diecezji i został zastępcą dyrektora Biblioteki Wyższego Seminarium Duchownego we Włocławku. Ponieważ stanowisko dyrektora nie było wówczas obsadzone, to funkcję tę pełnił praktycznie ks. Rulka. Objął ponadto stanowisko kapelana w domu Sióstr Wspólnej Pracy we Włocławku i tam miał zamieszkać. Pokrzyżowało to jego plany pełnego poświęcenia się katalogowaniu zbiorów biblioteki WSD. Demonstrując swoje niezadowolenie, Rulka nie zamieszkał w domu przy ul. Leśna. W konsekwencji, w lutym 1974 roku ks. Biskup Jan Zaręba posłał go, w ramach zastępstwa, na wikariat do parafii Ciążeń. Rulka nie stracił jednak stanowiska zastępcy dyrektora biblioteki. Następnie został przeniesiony na kapelanię do sióstr szarytek w Wieńcu Zdroju z poleceniem, aby kontynuował
pracę nad doktoratem. Równocześnie stracił funkcję wicedyrektora biblioteki. Rulka pozostawał wikariuszem w Wieńcu do 1998 roku. W tym czasie nawiązał bliskie relacje z siostrami szarytkami, którą to utrzymuje do dziś.
Równocześnie, rektor seminarium ks. Franciszek Jóźwiak wstawił się u biskupa za ks. Rulką. Biskup Zaręba zgodził się, by Rulka objął pół etatu w bibliotece seminaryjnej. Ksiądz Rulka poświęcił swojej pracy cały swój czas wolny, pobierając wynagrodzenie za pół etatu. 10 lipca 1982 r. Rulka został mianowany kierownikiem biblioteki, nazywanym zwyczajowo dyrektorem. Tak też jest notowany w kolejnych rocznikach diecezjalnych. Jako dyrektor biblioteki, doprowadził m.in. do skatalogowania zbiorów, urządzenia czytelni czy corocznego publikowania bibliografii zbiorów.
24 lutego 1994 r. został mianowany kapelanem Jego Świątobliwości.
Od 2015 roku jest emerytem.

## Pozostała działalność
Od 1981 r. należy do Włocławskiego Towarzystwa Naukowego, biorąc udział w jego pracach oraz publikując swoje artykuły w wydawanych przez to Towarzystwo czasopismach i wydawnictwach. W 2007 roku WTN wystawiło go jako kandydata do Rady Muzealnej Muzeum Ziemi Kujawskiej i Dobrzyńskiej we Włocławku, do której należy do dziś. Od 1989 roku należy do Teologicznego Towarzystwa Naukowego Wyższego Seminarium Duchownego we Włocławku, publikując m.in. w „Studiach Włocławskich”. W obszarze jego zainteresowań leżą biografie duchownych związanych z Włocławkiem, a także tutejsi właściciele bogatych księgozbiorów. Opracował monografie kilku parafii włocławskich, m.in. Najświętszego Zbawiciela we Włocławku, św. Mikołaja w Miłkowicach, św. Andrzeja Apostoła w Mąkolnie, św. Marii Magdaleny w Sompolnie i in. Jako doskonały edytor i znawca polskiej ortografii i gramatyki, redagował czasopisma diecezjalne, m.in. „Kronikę Diecezji Włocławskiej”. Miał znaczący wpływ na redakcję techniczną i kształt graficzny pisma „Ład Boży”, a także wspomnianych „Studiów Włocławskich”. Sam jest też publicystą. Oprócz wspomnianych pism, publikował m.in. w „Ateneum Kapłańskim” (w latach 1993-2004). Ksiądz Rulka jest autorem licznych wystaw tematycznych, głównie w korytarzach seminarium, ale też m.in. we wspomnianym muzeum.
Ksiądz Rulka brał udział w pracach diecezjalnych, m.in. czuwał nad stroną historyczną materiałów związanych z przygotowaniem do procesu beatyfikacyjnego męczenników II wojny światowej z diecezji włocławskiej i nad redakcją statutów II Synodu Diecezji Włocławskiej w 1994 r. czy przygotowywał wystawę w muzeum biskupa Michała Kozala.